# Garth Brooks
Troyal Garth Brooks (sinh ngày 7 tháng 2 năm 1962) là một ca sĩ và nhạc sĩ người Mỹ. Sự tích hợp các yếu tố nhạc rock và pop của ông vào thể loại nhạc đồng quê đã giúp Brooks trở nên nổi tiếng ở Hoa Kỳ. Brooks đã thành công rực rỡ trên các bảng xếp hạng đĩa đơn và album quốc gia, với các bản thu đa bạch kim và các buổi biểu diễn trực tiếp phá kỷ lục, đồng thời vượt qua các đấu trường pop chính thống.
Theo RIAA, anh là nghệ sĩ album solo bán chạy nhất tại Hoa Kỳ với 148 triệu đơn vị nội địa được bán, trước Elvis Presley và chỉ đứng sau The Beatles về tổng doanh số album. Ông cũng là một trong những nghệ sĩ bán chạy nhất mọi thời đại của thế giới, đã bán được hơn 170 triệu đĩa.
Tính đến  năm 2019, Brooks hiện là nghệ sĩ duy nhất trong lịch sử âm nhạc đã phát hành bảy album đạt được mức kim cương ở Hoa Kỳ (vượt qua kỷ lục sáu album của Beatles); những album đó là Garth Brooks (10 × platinum), No Fences (17 × platinum), Ropin 'the Wind (14 × platinum), The Hit (10 × platinum), Sevens (10 × platinum), Double Live (21 × platinum) và The Ultimate Hit (10 × bạch kim). Kể từ năm 1989, Brooks đã phát hành tất cả 22 bản thu âm, bao gồm: 12 album phòng thu, hai album trực tiếp, ba album tổng hợp, ba album Giáng sinh và bốn bộ hộp, cùng với 77 đĩa đơn. Ông đã giành được một số giải thưởng trong sự nghiệp, bao gồm hai giải Grammy, 17 giải thưởng âm nhạc Mỹ (bao gồm "Nghệ sĩ của thập niên 90") và Giải thưởng RIAA dành cho nghệ sĩ album bán chạy nhất thế kỷ ở Mỹ
Gặp rắc rối bởi mâu thuẫn giữa sự nghiệp và gia đình, Brooks đã nghỉ việc thu âm và biểu diễn từ năm 2001 đến năm 2005.  Trong thời gian này, ông đã bán được hàng triệu album thông qua một hợp đồng phân phối độc quyền với Walmart và phát hành các đĩa đơn mới. Năm 2005, Brooks bắt đầu trở lại một phần, đưa ra những màn trình diễn chọn lọc và phát hành hai album tổng hợp.
Năm 2009, anh bắt đầu Garth at Wynn, buổi hòa nhạc tại chỗ cuối tuần định kỳ tại Nhà hát Encore của Las Vegas từ tháng 12 năm 2009 đến tháng 1 năm 2014. Sau khi kết thúc hợp đồng, Brooks đã tuyên bố ký hợp đồng với Sony Music Nashville vào tháng 7 năm 2014. Vào tháng 9 năm 2014, ông bắt đầu chuyến lưu diễn vòng quanh thế giới, với vợ kiêm nhạc sĩ Trisha Yearwood, lên đến đỉnh điểm vào năm 2017. Album gần đây nhất của anh, Gunslinger, được phát hành vào tháng 11 năm 2016.
Brooks được giới thiệu vào Đại sảnh vinh danh nhạc đồng quê vào ngày 21 tháng 10 năm 2012, đã được giới thiệu vào Đại sảnh vinh danh Nhạc sĩ sáng tác năm trước đó. Brooks cũng được giới thiệu vào Nhà lưu danh và Bảo tàng Nhạc sĩ vào năm 2016 với các nhạc sĩ phòng thu của ông, The G-Men.